# Leah Patterson - Baker
Leah Helena Adara Poulos (apellido de soltera Poulos, previamente Patterson & Baker), es un personaje ficticio de la serie de televisión australiana Home and Away, interpretada por la actriz Ada Nicodemou desde el 22 de marzo del 2000, hasta ahora.

## Antecedentes
Leah es muy buena amiga de Irene Roberts, Rachel Armstrong-Holden y de Miles Copeland.

## Biografía
Leah es hija de Theo y Helen Poulos, proveniente de una familia griega, su padre le preparó una gran boda con el hombre que él había elegido para ella. Sin embargo Leah se da cuenta de que no está enamorada de él y huye el día de su boda. 
Leah tiene una confianza en ella que la hace brillar, es una persona fácil de llevar y amante de la diversión. Es muy apasionada con la vida, es muy buena oyente, siempre está ahí para apoyarte y le encanta hablar.
Su primer matrimonio fue con Vinnie Patterson, de este matrimonio nació V.J.; sin embargo la felicidad se acabó cuando Vinnie tuvo que entrar a Protección a Testigos y Leah decidió no seguirlo. Su segundo matrimonio fue con Dan Baker, antes de casarse con Dan, Leah tuvo una breve relación con su hermano Peter Baker. Durante su segundo matrimonio crio a Ryan Baker, hijo de Dan y Amanda Vale; sin embargo luego de la muerte de su padre, Ryan se mudó a Estados Unidos con su madre Amanda y su tío.
Leah es muy buena amiga de Sally Fletcher y Flynn Saunders y llevó en su vientre al bebé de Sally, luego de enterarse de que Sally no podía tener hijos.
Le vendió su parte del Diner a Roman Harris, para que así pudiera juntar el dinero suficiente para poder reunirse con su marido Dan Baker en Estados Unidos; sin embargo trágicamente Dan murió en un accidente, cuando estaba tratando de ayudar a uno de sus estudiantes; el padre del estudiante le dio a Leah una gran cantidad de dinero y con este Leah trato de crear un lugar para que los niños pasen el rato llamado "The Den", lo cual era algo que a Dan le habría gustado. Lamentablemente no tenía el dinero suficiente así que unió fuerzas con Irene en el Diner.
Tiempo después se sintió casi lista para comenzar una nueva relación y comenzó a sentir química con Miles, sin embargo el escogió a Kirsty Sutherland. Poco después comenzó una relación con Roman, sin embargo esta no duró.
Poco después comienza una relación con el nuevo reverendo de la bahía Elijah Johnson, incluso conoce a sus padres, aunque al inicio tiene problemas con la madre de Elijah, poco después se gana su respeto y esta le dice que será una buena esposa para su hijo. 
Sin embargo después de enfrentarse a varios problemas Elijah decide mudarse de la casa. Poco después le dice a Miles que le gustaría pasar el resto de su vida con Leah pero también le gustaría ayudar a la gente y eso requiere que esté viajando mucho, por lo que decide romper su compromiso e irse a ayudar a las personas de un terremoto, lo cual la dejó destrozada y cayó en depresión.
En el 2011 comenzó a salir con Miles Copeland, actualmente la pareja está esperando a su primer hijo juntos, sin embargo poco después Leah pierde al bebé que esperaba. Más tarde en el 2012 Leah le revela a Darryl Braxton que está enamorada de él lo que lo deja desconcertado. Tiempo después Leah comienza a salir con Jamie Sharpe sin embargo cuando se da cuenta de que Jamie está obsesionado con ella decide terminar con él, sin embargo este no lo acepta y comienza a acosarla por lo que asustada Leah se va de la bahía y se lleva consigo a su hijo V.J.